# Jules Lagae
 (février 2022).
Jules Lagae, né le 15 mars 1862 à Roulers (Belgique) et mort le 1er juin 1931 , à Bruges (Belgique), est un sculpteur belge.

## Formation
Jules Lagae suit les cours de sculpture d'après l'antique donnés par Joseph Jaquet. Ensuite, de 1882 à 1885, il fréquente l'atelier libre de Charles Van der Stappen et ensuite celui du statuaire Jef Lambeaux situé dans le vieux Saint-Gilles (Bruxelles). Grâce à lui, il apprit à connaître et à estimer Gustave Vanaise, Darío de Regoyos, Constantin Meunier et son fils Karl (artiste talentueux méconnu et mort jeune) à Saint-Gilles non loin de leurs ateliers. Mais c'est Julien Dillens avec qui il se lie d'une grande amitié qui l'influence dans son art.

## Carrière et œuvres
En 1888, il remporte le Prix de Rome belge de sculpture grâce à sa statue Le Semeur.
Avant son départ pour l'Italie afin de parfaire sa formation artistique (de 1888 à 1892), il épouse Léonie Noulet dont il a trois enfants. Son fils Jan, né en 1897, épousera la nièce, Rose, de Léon Frédéric, son ami intime. Spécialisé dans les portraits couplés, Jules Lagae produit des œuvres au réalisme paisible comme Mère et Enfant (1892). Attaché à la culture flamande, il conçoit beaucoup de monuments et de portraits comme celui d'Albrecht Rodenbach (1909). Le dernier monument érigé est celui du poète Guido Gezelle en 1930 à Bruges, la ville où il meurt le 2 juin 1931. Outre à la sculpture, il aura taillé de nombreuses médailles durant sa carrière.
Il est inhumé au cimetière de Bruxelles à Evere.

## Œuvres
Liste non exhaustive

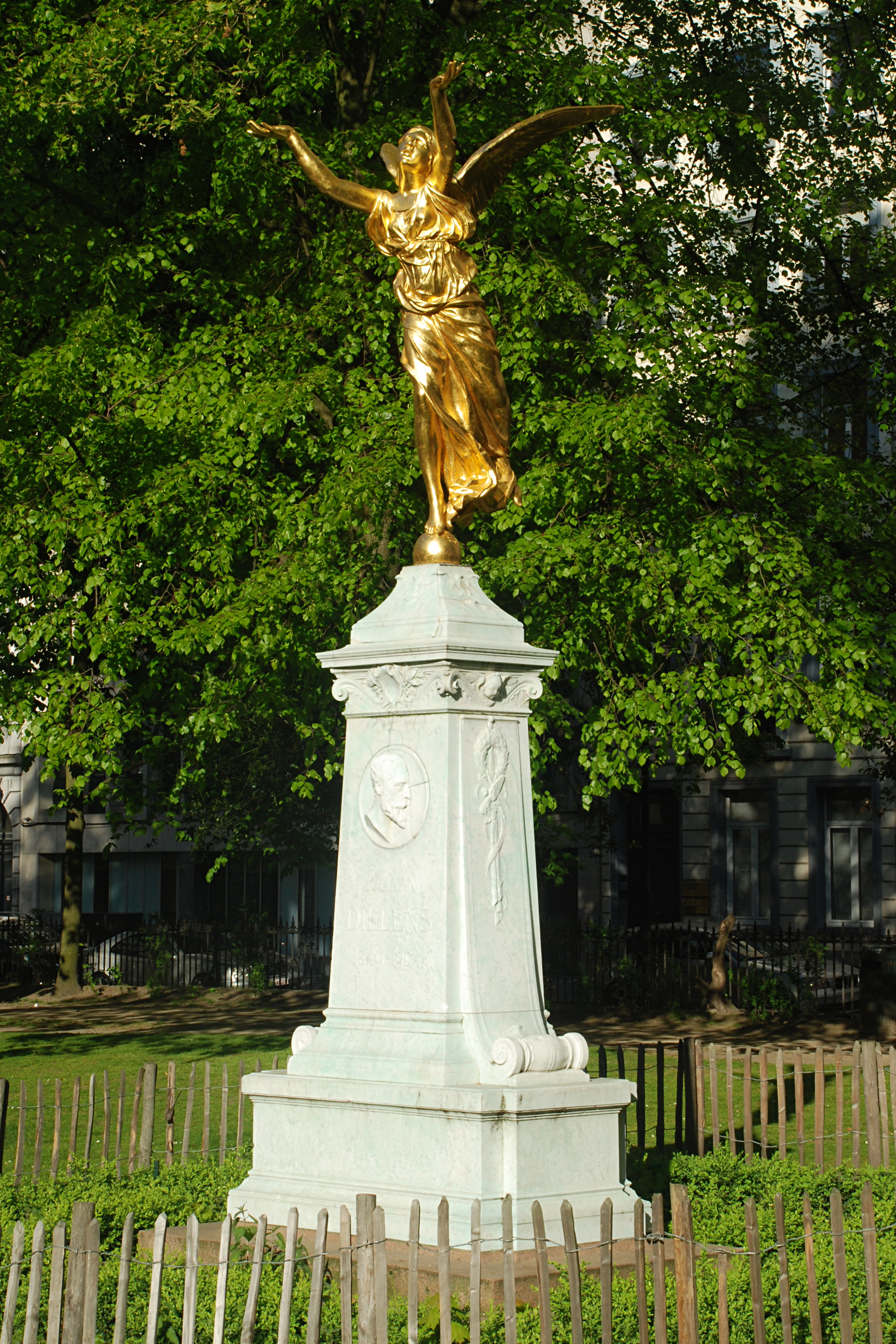
Square de Meeûs à Bruxelles - 1909 - Monument Julien Dillens (1849-1904)

- 1892 : Les Arts et les Techniques, figure allégorique sur la façade du bâtiment central de l'université de Liège, place du Vingt-Août, à Liège.
- 1898 : statue de Pierre-Joseph van Beneden, à Malines.
- 1903 : buste d'Arnold Goffin[2]
- 1905 : quadrige Brabant élevant le drapeau national, aux arcades du Cinquantenaire, à Bruxelles (avec Thomas Vinçotte).
- 1909 : statue d'Albrecht Rodenbach, sur la place De Coninck, à Roulers, 1909.
- 1909-1914 : Monumento a los dos Congresos, sur la place du Congrès, à Buenos Aires.
- 1923 : Monument aux martyrs à Charleroi, avec l'architecte Émile Devreux.
- 1930 : statue de Guido Gezelle, sur la place Guido Gezelle, à Bruges, 1930.
- monument à Julien Dillens, au square de Meeûs, à Bruxelles-ville
- monument Léon Frédéric, au parc Josaphat, à Schaerbeek.
- Monument funéraire de Albrecht Rodenbach, 1888
- Karel Lodewijk Ledeganck, Eeklo, 1897
- Monument Pierre-Joseph Van Beneden, Malines, 1898
- Les Quatre générations in de Botanique à Bruxelles, circa 1898
- Buste de Guido Gezelle à l’église Notre-Dame de Courtrai  (1903)
- Figures allégoriques de l’ancien  Bureau de Poste d’Ostende (ca. 1904-1905), Ostende, avenue de la Reine
- Portrait de Guido Gezelle, Klein Seminarie Roeselare
- Charles de Lorraine, Bruxelles, 1901
- Monument Léon Frédéric, Parc Josaphat, Brussel
- Boetelingen au parc de la citadelle à Gand
- Portrait de Marie de Bourgogne (Flandria Nostra), Place de la Monnaie à Bruges
- Haut-reliëf de Saint-Michel, au pied du beffroi sur la place du Marché de Roulers
- L’Abandonnée, cimetière communal de Roulers
- Parents, cimetière communal et hôtel de ville de Roulers
- Buste de Emile Francqui dans le hall de la grande bibliothèque de Louvain, place Ladeuze.
- Buste de Emile Francqui (bronze) - Archives, patrimoine et réserve précieuse - Université libre de Bruxelles

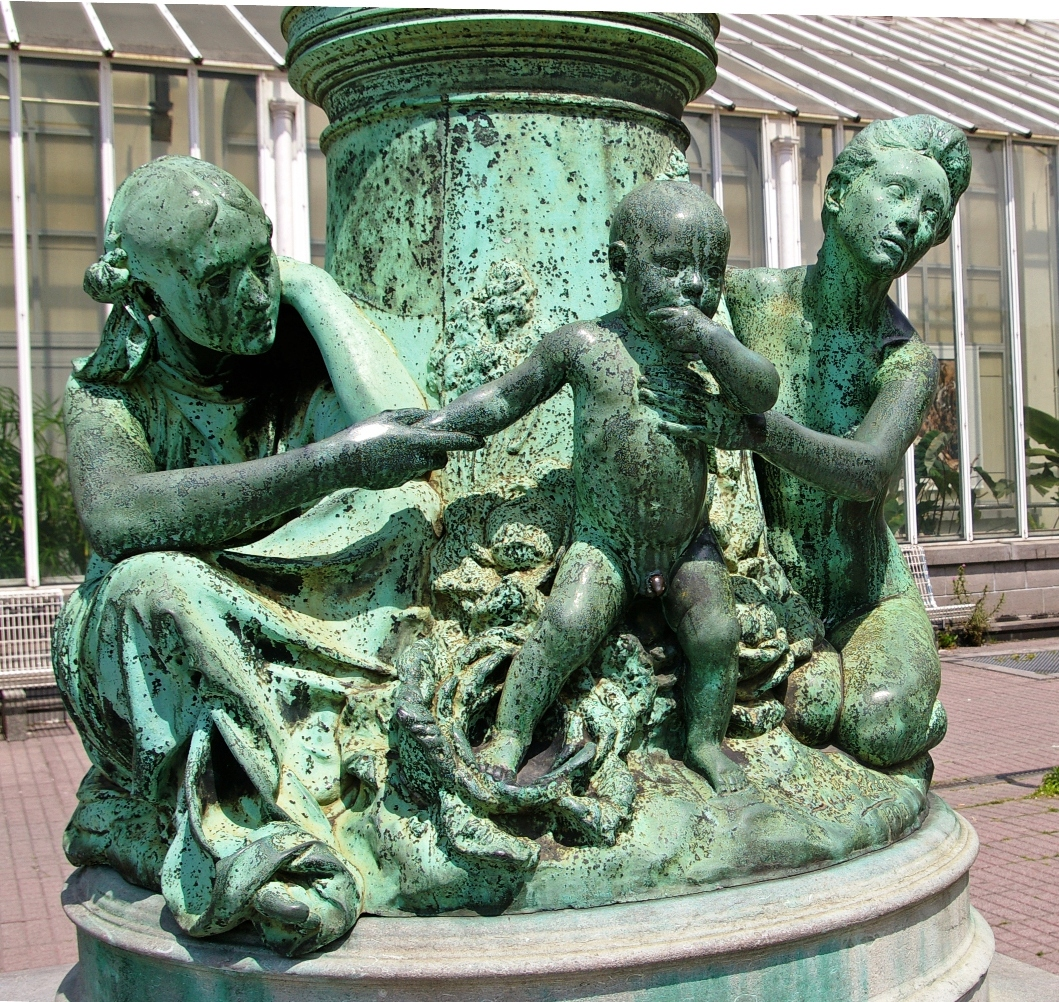
Les Quatre Âges - Jardin botanique de Bruxelles
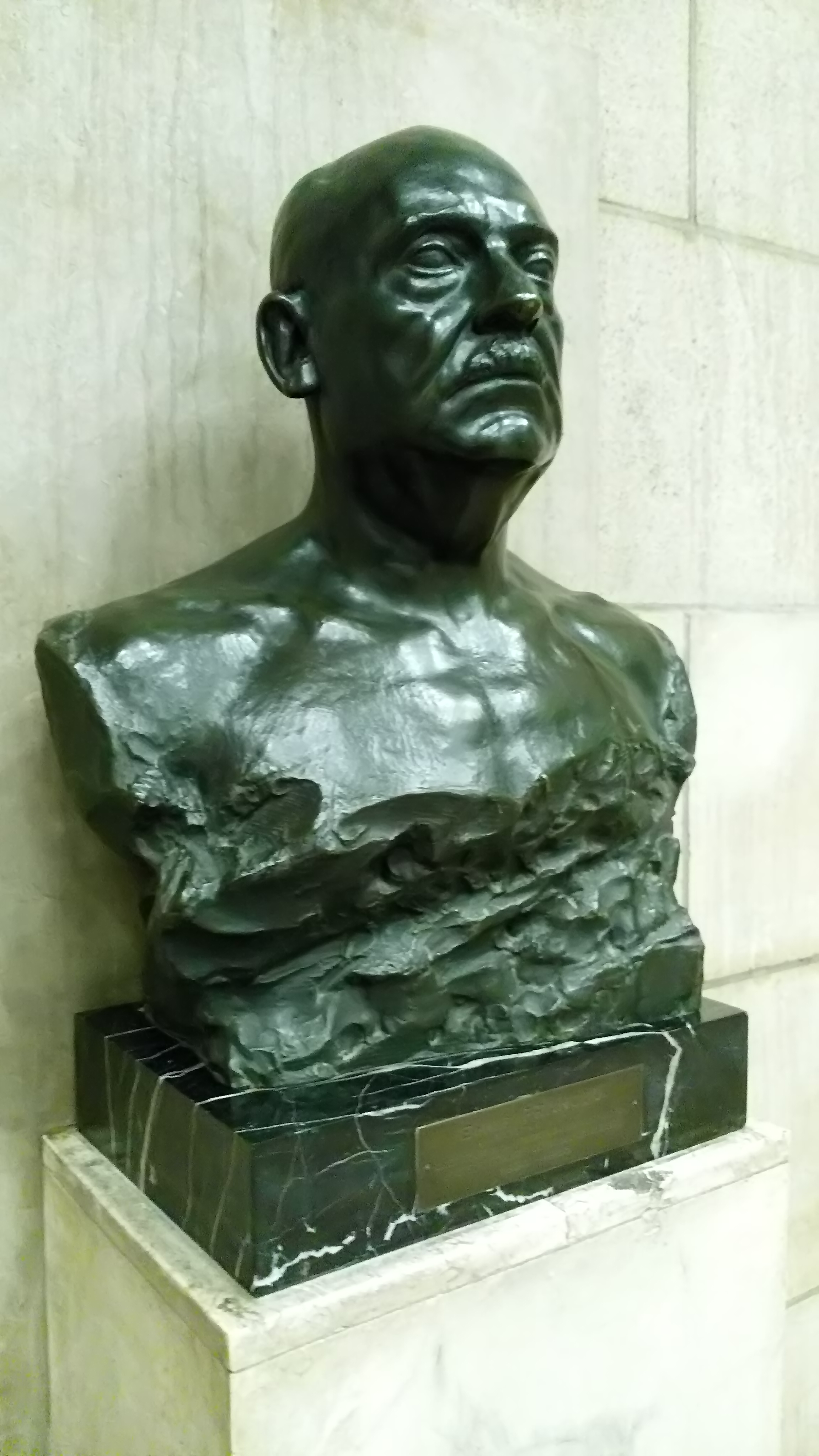
Emile Francqui - Bibliothèque de Leuven
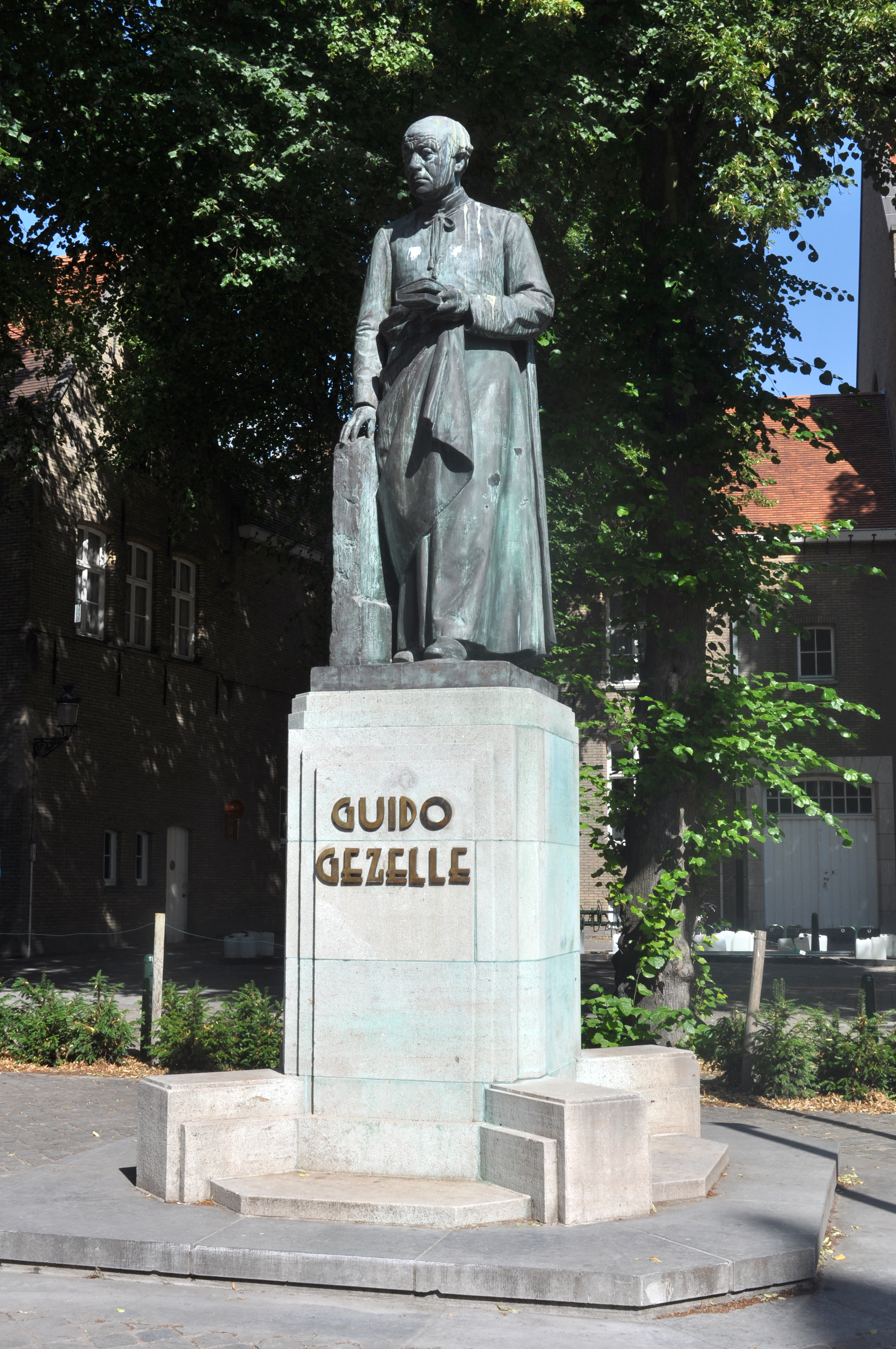
Statue Guido Gezelle Bruges

## Honneurs
- Membre du cercle artistique l'Essor (1893)
- Membre fondateur de la Société Coopérative Artistique, Bruxelles (1894)
- Membre de la Société Royale pour l'encouragement des Beaux-Arts, Gand (1904)
- Membre de l’Académie Royale des Beaux-Arts, Bruxelles (1906 - Directeur en 1930)
- Membre du Preußischen Akademie der Künste, Berlin (1906)
- Membre du jury du Prix de Rome belge de sculpture (1906)
- Membre du cercle artistique l'Art Contemporain, Antwerpen (1910)
- Membre correspondant de l’Académie Royale  des Sciences, des Lettres et des Beaux-Arts (1911)
- Membre de la Commission du Musée royal de peinture et de sculpture de Belgique (1911)
- Membre de l’Académie Royale des Sciences, des Lettres et des Beaux-Arts (1912)
- Membre de la Commission Royale des Monuments et des Sites (1912)
- Membre du jury de la statue d’Elisabeth de Hongrie à Budapest (1913)
- Membre de la Société Royale Archéologique, Bruxelles (1921)
- Membre de la Commission Provinciale des Beaux-Arts du Brabant (1922)
- Membre du Corps Académique, Anvers (1923)
- Vice-Président de la Société des Beaux-Arts, Bruxelles (1923)
- Membre du jury du concours pour la construction de la Tour de l’Yser (1925)

## Distinctions honorifiques
- Commandeur de l'ordre de Léopold (Belgique 1923);
- Officier de la Légion d'honneur (France 1923);
- Officier de l'Instruction publique (France 1902);
- Commandeur de l'Étoile noire (France 1924);
- Chevalier de l'ordre de la Couronne d'Italie (Italie 1912).